# Fánek hvězdoplavec
Fánek hvězdoplavec je kniha pro děti a mládež, kterou napsala česká spisovatelka Jana Šrámková. Kniha byla vydána v roce 2022. Jedná se o příběh malého chlapce jménem Fánek, který se vydává na dobrodružnou cestu vesmírem plnou fantazie a kouzelných setkání. Na své pouti objevuje nové světy a učí se důležité životní lekce o přátelství, odvaze a hledání vlastního místa ve vesmíru.

## Děj
Fánek je malý chlapec, který žije ve velké chudobě se svým rodiči a prarodiči. Otec odchází za prací do ciziny a domů posílá balíčky a peníze. Maminka je utrápená. Chlapci se po něm stýská, prožívá různé příběhy a těší se na otcův návrat. Vzpomíná, jak si s tatínkem každý večer prohlíželi knihu, kde bylo zvířat a barev. Nejvíce se mu líbila představa, jak pluje na vlnách, stává se kapitánem lodi, která míří ke hvězdám. Fantazie, láska a naděje mu pomáhá překonat velmi smutné dětství.
Přestože příběhy působí smutné, doplňuje knihu mnoho veselých ilustrací, s důrazem na zlatou barvu, aby si děti lépe představily Fánkův svět a jeho sny.

## Přijetí díla a interpretace
Kniha Fánek Hvězdoplavec od Jany Šrámkové vyšla poprvé v roce 2022. Přijetí knihy bylo velmi pozitivní, a to jak ze strany kritiků, tak i čtenářů. Příběh je chválen za svou kreativitu a schopnost přenést čtenáře do kouzelného světa fantazie. Ilustrace Margarity Khavanské jsou oceňovány pro svou krásu a schopnost oživit příběh. Dílo je často doporučováno pro svou literární a vizuální hodnotu. V soutěži Zlatá stuha v roce 2023 byl Fánek hvězdoplavec nominován v kategoriích Beletrie pro děti (původní česká slovesná tvorba) a Výtvarná část (knihy pro mladší děti).
Kniha získala cenu Magnesia Litera za rok 2023, kategorie Litera za knihu pro děti a mládež. Porota při zdůvodnění uvedla, že kniha má hlubší myšlenku a ukazuje Fánkovo dětství bez zkrášlování a idealizování. Chlapec bojuje s chudobou, se samotou, vidí upracovanou maminku, stýská se mu po tatínkovi. Fantazie a sny mu pomáhají aspoň někdy uniknout z těžkého života. Jako kapitán lodi může překročit obzor, který dělí moře od oblohy a vplout mezi hvězdy. Příběh je ale také o lásce v rodině, o přátelství a o naději. Autorka pečlivě promyslela stavbu textu, takže nic zde nepřebývá ani nechybí, váží každé slovo a čtenáři dostávají příběh románového typu formou úžasné básnické prózy. Knihu citlivě dotvářejí poetické ilustrace Margarity Khavanski a dodávají jí osobitý ráz.
Když knihu představila knihovnice Helena Jelínková, uvedla je jiná, než ostatní. Je smutná a doplňují ji krásné poetické obrázky. Nedokáže ani odhadnout pro jaký věk dětí je určená, protože každé dítě ji může pochopit v jiném věku. Radí však rodičům, pokud knihu dítěti koupí, že by si ji měli přečíst také, aby uměli odpovědět na spoustu dětských otázek. Svůj životní příběh vypráví již dospělý Fánek. Vzpomíná na své smutné dětství, které se odehrává v nejmenovaném městě, zemi a světadíle, jsou tam zchátralé domy, opuštěné továrny a lidé vyloučení ze společnosti. Fánek touží po lepším životě a stále myslí na svého tatínka, který musel odejít do světa za prací. Vrátí se někdy?
Své zhodnocení knihy zveřejnila na webu ILiteratura.cz také Jitka Nešporové. Jedná se o poetický příběh o malém chlapci Fánkovi, který si s tatínkem prohlížel záhadnou zlatou knihu plnou obrázků. Příběh podle recenzentky zdůrazňuje sílu dětské fantazie a pevné pouto mezi otcem a synem. Když tatínek odjede za prací do jiné země, Fánek musí čelit odloučení a různým životním těžkostem, jako je ztráta dědečka nebo odloučení od kamarádky. Přesto si uchovává naději a vůli odpouštět. Kniha se dotýká témat jako přátelství, odvaha, trpělivost a hledání smyslu života. Ilustrace Margarity Khavanski umocňují snovost a emotivnost příběhu, který je zasazen do neurčitého času a místa, ale zrcadlí naši současnou realitu. Šrámková tímto dílem poukazuje na důležitost snů a fantazie v našich životech a inspiruje čtenáře k tomu, aby si uvědomili, co je v životě skutečně důležité.

## Motivy

### Rodina a domov
- I když Fánek putuje daleko, myšlenka na domov a rodinu ho neustále provází. Tento motiv připomíná dětem hodnotu rodiny a domova jako místa, kam se mohou vždy vrátit.

### Růst a sebereflexe
- Fánek se na své cestě nejen učí o světě kolem sebe, ale také o sobě samém, což podporuje osobní růst a sebereflexi. Tento motiv zdůrazňuje důležitost sebepoznání a vnitřního vývoje.

### Fantazie a dobrodružství
- Kniha sleduje příběh chlapce, který se vydává na fantastickou cestu vesmírem, což podporuje dětskou představivost a snění. Dobrodružství hlavního hrdiny ukazuje, jak mohou sny a fantazie obohacovat náš život.

### Smutek a zloba
- Fánkovi je smutno, stýská se mu po tatínkovi. Tyto pocity překonává vlastní fantazií, cestuje mezi hvězdami. Jako malý kluk na tatínka zlobí, protože se mu stýská a doufá, že každou chvíli vrátí nebo alespoň na jeho narozeniny, ale on se stále nevrací.

### Odpuštění
- Kluk musí najít cestu k tatínkovi tehdy, že mu odpustí a pochopí, proč musel odejít.